# Viva l'Italia
Viva l'Italia! es una película italiana de los géneros histórico y dramático dirigida por Roberto Rossellini en 1961. 
Trata de la expedición de los Mil de Giuseppe Garibaldi en el sur de Italia.

## Argumento
Narra las aventuras de Giuseppe Garibaldi, importante personaje histórico italiano ya que participó activamente en la unificación de Italia.
En el filme Giuseppe Garibaldi famoso militar, revolucionario y político italiano persigue el ideal de Italia unida. Por esta razón comienza un viaje a Sicilia para luchar contra las fuerzas borbónicas y liberar esa zona. En 1860, desembarca en la isla con su ejército, los mil "camisas rojas". En Marsala se le unen muchos voluntarios. El ejército borbónico retira sus tropas tras la victoria de los mil “camisas rojas” en la batalla de Volturno. Tras esto, Garibaldi y el rey Víctor Manuel II de Saboya se encuentran y Garibaldi generosamente le entrega el Reino de las dos Sicilias, arrebatado a los Borbones.

## Crítica
Es una cinta interesante, que narra eventos históricos muy importantes. A pesar de ello "¡Viva Italia!" no recibió una buena crítica. Muchos expertos la clasificaron fracaso, muchos han llegado a decir que se trataba de una de las peores obras de Rossellini.

## Comentarios
Es una interesante cinta basada en las luchas del independentista Garibaldi. Aunque muchos la consideran uno de los fracasos del conocido director, la historia contiene elementos de gran interés.
Fernando Morales, en el diario El País.